# Hugo Napoleão
Hugo Napoleão là một đô thị thuộc bang Piauí, Brasil. Đô thị này có diện tích 273,721 km², dân số năm 2007 là 3443 người, mật độ 12,58 người/km².